# Ghetto D
Albums de Master P
Ice Cream Man
(1996) MP da Last Don
(1998)
Singles
1. I Miss My Homies
Sortie : 19 août 1997
2. Make 'Em Say Uhh!
Sortie : 13 janvier 1998

Ghetto D est le sixième album studio de Master P, sorti le 2 septembre 1997.
L'album s'est classé à la première place du Billboard 200 et du Top R&B/Hip-Hop Albums, se vendant à 260 000 copies uniquement la première semaine. Il a été certifié triple disque de platine par la Recording Industry Association of America (RIAA) le 4 août 2006, avec plus 3 185 000 exemplaires écoulés aux États-Unis.
Les singles I Miss My Homies et Make 'Em Say Uhh! se sont classés respectivement à la 2e et à la 11e places du Hot Rap Singles.

## Liste des titres
| No  | Titre                                                                       | Contient un (des) sample(s) de                                | Durée |
| --- | --------------------------------------------------------------------------- | ------------------------------------------------------------- | ----- |
| 1.  | Ghetto D (featuring Silkk the Shocker et C-Murder)                          | Eric B. Is President d'Eric B. and Rakim                      | 4:37  |
| 2.  | Let's Get Em (featuring Mystikal et Silkk the Shocker)                      |                                                               | 5:48  |
| 3.  | I Miss My Homies (featuring Pimp C, Silkk the Shocker, Mo B. Dick et Odell) | Brandy des O'Jays                                             | 5:25  |
| 4.  | We Riders (featuring Mac)                                                   |                                                               | 3:58  |
| 5.  | Throw 'Em Up (featuring Kane & Abel)                                        |                                                               | 3:22  |
| 6.  | Tryin' 2 Do Something (featuring Fiend, Mac et Mo B. Dick)                  | For the Love of You (Part 1 & 2) des Isley Brothers           | 3:24  |
| 7.  | Plan B (featuring Mia X)                                                    |                                                               | 3:50  |
| 8.  | Weed & Money (featuring Silkk the Shocker)                                  |                                                               | 4:04  |
| 9.  | Captain Kirk (featuring Fiend, Silkk the Shocker et Mystikal)               |                                                               | 5:05  |
| 10. | Stop Hatin' (featuring Fiend, Silkk the Shocker, Mo B. Dick et Odell)       | Rumors du Timex Social Club                                   | 5:04  |
| 11. | Eyes on Your Enemies (featuring Silkk the Shocker, Mo B. Dick et Odell)     |                                                               | 3:29  |
| 12. | Make 'Em Say Uhh! (featuring Fiend, Silkk The Shocker Mia X et Mystikal)    | Apache du Sugarhill Gang Funkbox Party du Masterdon Committee | 5:06  |
| 13. | Going Through Somethangs (featuring Big Ed et Mr. Serv-On)                  |                                                               | 4:41  |
| 14. | Only Time Will Tell (featuring Mac et Sons of Funk)                         |                                                               | 4:08  |
| 15. | After Dollars, No Cents (featuring Silkk the Shocker)                       |                                                               | 3:34  |
| 16. | Gangstas Need Love (featuring Silkk the Shocker)                            | Missing You de Diana Ross                                     | 4:07  |
| 17. | Pass Me da Green                                                            | Intro and Main Title de Fred Myrow et Malcolm Seagrave        | 3:05  |
| 18. | Come and Get Some (featuring C-Murder et Prime Suspects)                    |                                                               | 2:31  |
| 19. | Bourbons and Lacs (featuring Silkk the Shocker, Lil Gotti et Mo B. Dick)    | Sexual Healing de Marvin Gaye                                 | 4:09  |

| 1. | Weed & Hennesey (featuring C-Murder et The Shocker)                | 4:22 |
| 2. | Scream (featuring The Shocker)                                     | 3:28 |
| 3. | Playa 4 Life (featuring Anthony Forté)                             | 4:14 |
| 4. | Make 'Em Say Ugh (featuring Fiend, Mystikal, The Shocker et Mia X) | 5:23 |